# Calotes nigrilabris
Calotes nigrilabris es una especie de iguanios de la familia Agamidae.

## Distribución geográfica
Es endémica de Sri Lanka.